# Acacia argentina
Acacia argentina är en ärtväxtart som beskrevs av Leslie Pedley. Acacia argentina ingår i släktet akacior, och familjen ärtväxter. Inga underarter finns listade i Catalogue of Life.